# Galeria Kujawska w Kowalu
Galeria Kujawska w Kowalu – prywatne muzeum z siedzibą w Kowalu (powiat włocławski). Placówka jest prywatnym przedsięwzięciem Haliny i Benedykta Łukaszewiczów, a jej siedzibą jest budynek dawnego młyna, który do lat 80. XX wieku pełnił jeszcze funkcję produkcyjną. 
Muzeum powstało w 2011 roku. Na czterech poziomach budynku prezentowane są m.in. wyposażenie dawnych zakładów rzemieślniczych (kuźnia, warsztat tkacki i szewski) oraz izb mieszkalnych (meble, przedmioty codziennego użytku) oraz wystawa sprzętów gospodarstwa domowego z lat 1944-1989. W ramach ekspozycji plenerowe prezentowane są dawne urządzenia rolnicze i urządzenia przemysłowe, pojazdy konne oraz zbiory sakralne (krzyże cmentarne i przydrożne). Eksponaty pochodzą z terenu Kujaw.
Zwiedzanie muzeum jest możliwe po telefonicznym uzgodnieniu.